# Barbus sylvaticus
Barbus sylvaticus är en fiskart som beskrevs av Paul V. Loiselle och Welcomme, 1971. Barbus sylvaticus ingår i släktet Barbus och familjen karpfiskar. IUCN kategoriserar arten globalt som starkt hotad. Inga underarter finns listade.